# Abortus
Abortus, abortus (arte) provocatus (Latijn: aboriri, vergaan of verloren gaan en provocare, oproepen), abortus provocatus lege artis, opzettelijke vruchtafdrijving, zwangerschapsafbreking of het doden van de foetus in de baarmoeder, is het voortijdig afbreken van een zwangerschap door (medisch) ingrijpen. In het Nederlands wordt meestal kortweg de term abortus gebruikt voor deze handeling. Incidenteel wordt de term abactio gebruikt bij een opgewekte abortus of partus (bevalling).
Het woord abortus betekent in de medische terminologie voortijdige geboorte of miskraam. Een miskraam wordt door medici dan ook wel aangeduid als een spontane abortus.
Legale abortus in landen met goede medische voorzieningen wordt beschouwd als een vrij veilige medische handeling. Doordat abortus ook dikwijls onder slechte omstandigheden in de illegaliteit plaatsvindt, is abortus wereldwijd echter verantwoordelijk voor ongeveer 70.000 moedersterften en 5 miljoen ziekenhuisopnames van moeders per jaar. Jaarlijks sterven er wereldwijd z’n 54 miljoen ongeboren kinderen aan abortus.
Over de hele wereld zijn er uitgesproken verschillen wat betreft de incidentie van abortus, de wettelijke omkadering ervan, de culturele betekenisgeving en de plaats die aan abortus gegeven wordt in religieuze beschouwingen. Landen waar abortus legaal is, bouwden hun betreffende wetgeving op een aantal welbepaalde criteria die kunnen gaan van incest of verkrachting, over misvorming van de foetus, een hoge kans op een handicap, de gezondheid van de moeder die in gevaar is, tot socio-economische factoren. Op veel plaatsen is abortus een controversieel thema waarbij wettelijke, morele, ethische en medische argumenten worden ingezet.

## Zwangerschapsduur
De zwangerschapsduur wordt gesteld op de postmenstruele leeftijd (tijd sinds de laatste menstruatie). Deze leeftijd is ongeveer twee weken meer dan de conceptionele leeftijd (leeftijd vanaf de bevruchting).
In België is abortus provocatus volgens de huidige wetgeving onder bepaalde voorwaarden niet strafbaar tot 12 weken zwangerschap. Voorbij de 12e zwangerschapsweek tot aan de geboorte, is het niet strafbaar indien de zwangerschap een "ernstig gevaar" inhoudt voor de gezondheid van de vrouw of indien vaststaat dat het kind dat geboren zal worden, zal lijden aan een "uiterst zware ongeneeslijke kwaal".
In Nederland is abortus provocatus onder bepaalde voorwaarden toegestaan tot de foetus levensvatbaar is buiten het moederlichaam. Dit wordt door de Nederlandse overheid op basis van de huidige stand van de wetenschap geïnterpreteerd als een zwangerschapsduur van 24 weken. Volgens de overheid houden Nederlandse artsen veelal een veiligheidsmarge aan omdat ze er zeker van willen zijn binnen de termijn te blijven, waardoor in de praktijk veelal een zwangerschapsduur wordt aangehouden van 21 weken en enkele dagen.
De onderste grens van levensvatbaarheid daalt door de vooruitgang die geboekt wordt in de neonatologie. De twee jongste kinderen die als prematuren geboren werden zijn waarschijnlijk James Elgin Gill (geboren op 20 mei 1987 in Ottawa, Canada, na 21 weken en 5 dagen zwangerschap) en Amillia Taylor (geboren op 24 oktober 2006 in Miami, Florida, na 21 weken en 6 dagen zwangerschap). Beiden werden minder dan 20 weken na de bevruchting geboren en groeiden uit tot gezonde kinderen.

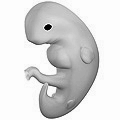
Tekening van 3D kunstenaar genaamd 6 weken zwanger - niet gebaseerd op medische bevindingen
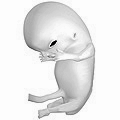
Tekening van 3D kunstenaar genaamd 10 weken zwanger - niet gebaseerd op medische bevindingen
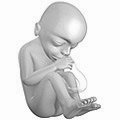
Tekening van 3D kunstenaar genaamd 20 weken zwanger - niet gebaseerd op medische bevindingen

## Medische methoden
De hele geschiedenis door hebben vrouwen een beroep gedaan op abortus, via zeer diverse methodes. Tegenwoordig kan het middels medicatie, een gynaecologische of een chirurgische ingreep.

### Abortuspil
De abortuspil (mifepriston, oorspronkelijk gekend als RU 486) wordt sinds 1 februari 2000 in Nederland gebruikt en kan ingenomen worden tot 63 dagen na de eerste dag van de laatste menstruatie (= 5 weken over tijd). Deze pil maakt in 83% van de gevallen het embryo los van de baarmoederwand en veroorzaakt een abortus. Gecombineerd met een lage dosis prostaglandinen wordt het percentage verhoogd tot 96%. 1 à 3 dagen later wordt dan misoprostol toegediend om weeën op te wekken.

Abortus met behulp van Zuigcurettage

### Zuigcurettage
Bij zuigcurettage wordt de foetus uit de baarmoederholte verwijderd door middel van een buisje verbonden met een vacuümpomp. Deze methode is enkel geschikt tot 12 weken zwangerschap bij een vrouw die nog geen kinderen heeft gehad en tot 14 weken bij een vrouw die wel al kinderen heeft gebaard, omdat hierna de lichaamsdelen van de foetus te omvangrijk worden om door het buisje te passeren.
Bij een zuigcurettage die toegepast wordt bij een vrouw die 16 dagen tot 14 weken zwanger is, gebeurt de ingreep soms onder narcose omdat hierbij vaak de baarmoederhals wordt opgerekt. Deze ingreep duurt ongeveer 15 minuten. De vrouw kan meestal dezelfde dag nog naar huis. Heel vaak wordt de ingreep poliklinisch uitgevoerd onder plaatselijke verdoving. In dat geval kan de vrouw na een paar uur naar huis.

### Prostaglandinebehandeling
Bij een prostaglandinebehandeling die doorgaans bij een zwangerschapsduur van meer dan 13 weken wordt toegepast, maakt de arts het vruchtvlies stuk, zodat het vruchtwater wegloopt en de vrucht in de baarmoeder sterft. De vrouw krijgt vervolgens weeënopwekkende prostaglandinen ingespoten waardoor ze na 6 tot 12 uur een niet meer in leven zijnde foetus baart. Tijdens deze behandeling krijgt ze valium toegediend, zodat het niet te pijnlijk is.

### Dilatatie en evacuatie
Dilatatie en evacuatie (D&E) of embryotomie wordt vanaf de twaalfde tot de vierentwintigste week van de zwangerschap toegepast. Na plaatselijke- of algehele verdoving wordt de baarmoederhals met dilatatoren (oprekkers) verwijd. Met prostaglandines (meestal misoprostol) kan dit worden vereenvoudigd. In de meeste gevallen sterft de foetus door toediening van prostaglandines. De arts kan er ook voor kiezen om het hart van de foetus met kaliumchloride te injecteren. Daarna wordt de baarmoeder met behulp van een tang geheel leeggehaald.

### Keizersnede
Als abortus provocatus niet kan worden uitgevoerd door dilatatie en evacuatie, dan wordt de vrucht bij grote uitzondering door middel van keizersnede verwijderd.

## Geïmproviseerde methoden
Wanneer geen medische methoden beschikbaar zijn worden diverse risicovolle en slecht werkzame methoden gebruikt om te proberen een zwangerschap af te breken. Voorbeelden hiervan zijn om zichzelf van de trap gooien of met klysma zeepsop in de baarmoeder spuiten. Daarnaast bestaan er illegale aborteurs, in Nederland vroeger ook wel eufemistisch "engeltjesmakers" genoemd, die tegen betaling bijvoorbeeld de breinaaldmethode toepassen waarbij door met een breinaald in de vagina en baarmoedermond te steken een abortus geprobeerd wordt op te wekken, met de nodige complicaties.
Aan deze schadelijke praktijken komt over het algemeen een einde zodra abortus gelegaliseerd wordt, hoewel er altijd vrouwen zijn die zich schamen voor een ongewenste zwangerschap en deze buiten het medische circuit proberen te beëindigen. In diverse landen, waaronder Nederland, kunnen artsen echter, in het geval van jonge meisjes die hun zwangerschap niet durven te bespreken met hun ouders, besluiten om abortus uit te voeren zonder medeweten van de ouders en daarmee zonder hun toestemming.

## Mogelijke complicaties

### Risico's
De veiligheid van een zwangerschapsafbreking en dus het voorkomen van complicaties staat of valt met de omstandigheden waarin deze plaatsvond alsook met de manier waarop dit gebeurde. In landen waar abortus op een medisch correcte wijze wordt uitgevoerd, ligt de complicatiegraad lager dan 1%. De Wereldgezondheidsorganisatie wijst regelmatig op het belang van een juiste handelswijze in een goede context door geschoolde mensen om het aantal onveilige abortussen te doen verminderen. Complicaties die zouden kunnen optreden, zijn infecties, bloedingen, een perforatie van de baarmoeder, bloedstollingsstoornissen of een cervixscheur. Het meest voorkomende verschijnsel na een abortus is een paar dagen sterker dan normaal vloeien. Het gebruik van een maandverband is dan meestal voldoende.

### Lichamelijke gezondheid
Een aantal zogenaamde risico's verbonden aan abortus werden de wereld ingestuurd door anti-abortusgroeperingen maar blijken niet gestaafd te zijn door wetenschappelijk onderzoek. Zo zou abortus in verband staan met borstkanker. Verschillende studies hebben deze link onderzocht en kwamen tot de conclusie dat deze relatie niet bestaat. Een groot aantal organisaties en belangengroepen, waaronder de Wereldgezondheidsorganisatie, het Amerikaanse National Cancer Institute, de American Cancer Society, de Britse Royal College of Obstetricians and Gynaecologists en het American Congress of Obstetricians and Gynecologists zijn allen duidelijk in hun aanbeveling dat abortus geen borstkanker veroorzaakt.

### Geestelijke gezondheid
Evenzo toont huidig wetenschappelijk onderzoek aan dat abortus geen significante problemen op het vlak van de geestelijke gezondheid oplevert, wat zowel de American Psychological Association, het Britse National Collaborating Centre for Mental Health en de Royal College of Psychiatrists onderschrijven. Uiteraard kan de beslissing tot abortus zwaar en stresserend zijn en kan een vrouw daarbij negatieve gevoelens, spijt of schuld ervaren. Meestal is het evenwel opluchting die overheerst. Waar een correlatie zou zijn tussen abortus en langdurige mentale moeilijkheden, is deze steeds te verklaren door al bestaande geestelijke problemen en vooral door de sociale context. Daarenboven moet worden gewezen op het feit dat ook vrouwen die hun zwangerschap uitdragen en een kind ter wereld brengen, vatbaar zijn voor psychologische problemen.
De Amerikaanse anti-abortusactivist David Reardon en zijn Elliot Institute spreken deze bevindingen tegen, dikwijls op basis van onderzoeken die door de medische wereld als controversieel worden beschouwd. Heel wat anti-abortusgroepen spreken van een zogenaamd post-abortus syndroom, een apart ziektebeeld met zeer diverse, zware symptomen. Hoewel geen enkele nationale of internationale beroepsgroep van psychologen of psychiaters deze term erkent en het nooit werd opgenomen in het standaardwerk Diagnostic and Statistical Manual of Mental Disorders DSM-5 of in de ICD-10 lijst van psychiatrische aandoeningen, blijft het begrip heel wat debatten beheersen.

## Geschiedenis

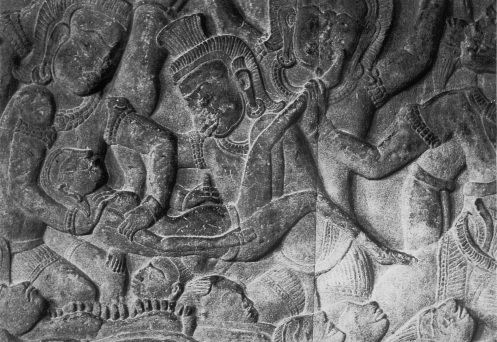
Abortus door middel van massage, afbeelding in de tempel van Angkor wat in het huidige Cambodja ligt (12e eeuw)

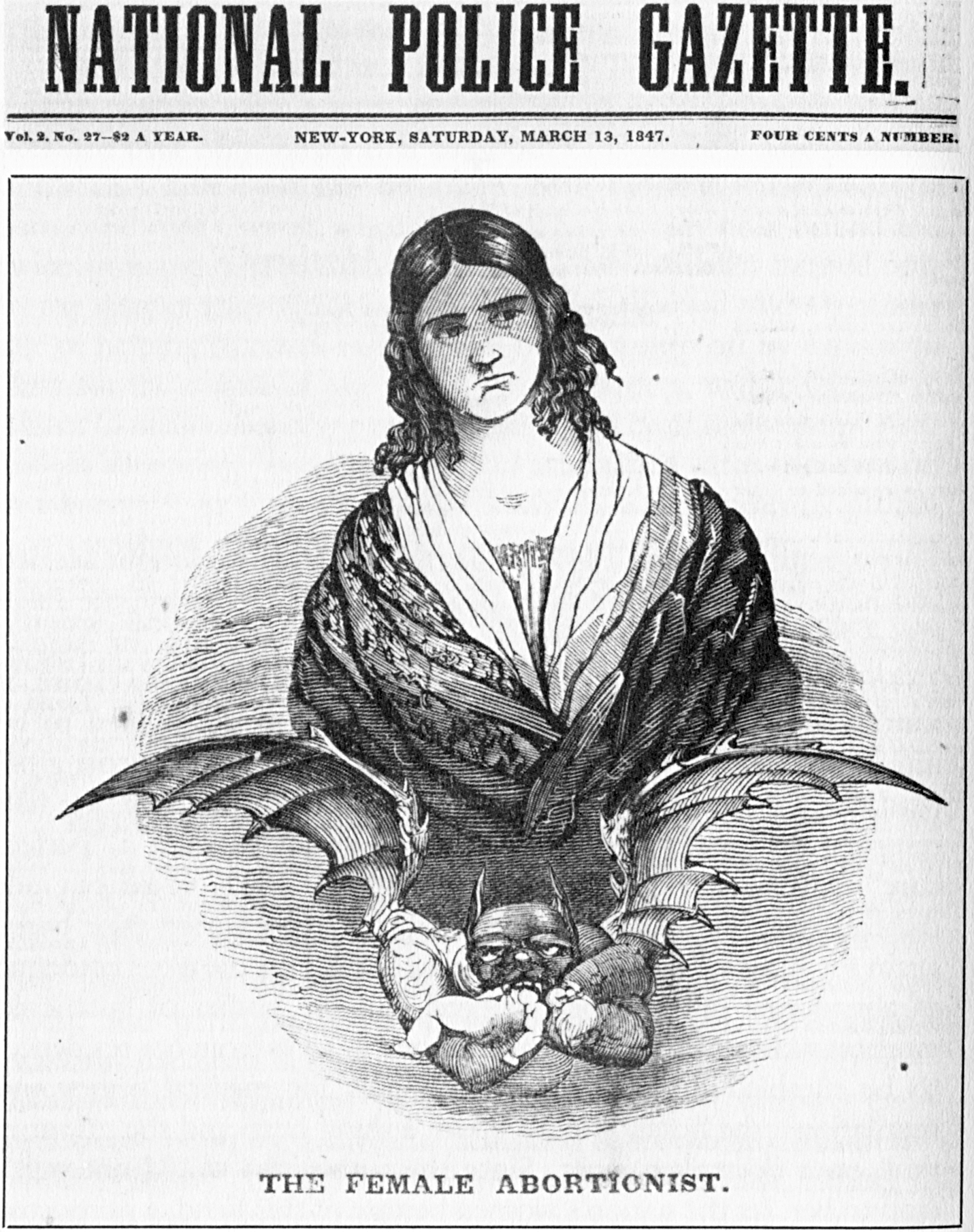
Ann Lohman (ook bekend als Madame Restell) in The National Police Gazette, New York, 13 maart 1847

Vanaf de oudheid tot heden komt het voor dat sommige zwangere vrouwen om diverse redenen een zwangerschap proberen af te breken. Vanouds bestaan hiertegen ook verbodsbepalingen. Voor de joden gold en geldt in dit verband het zesde gebod: Gij zult niet doodslaan. Al in de eed van Hippocrates (Griekenland, omstreeks 400 v.Chr.) wordt abortus genoemd: artsen beloofden in deze eed nooit een miskraam op te zullen wekken bij een vrouw. Hoewel Hippocrates dus duidelijk een tegenstander was, blijkt hieruit wel dat mannen of vrouwen soms een abortus wensten en dat er ook methoden waren waarmee een abortus werd geprobeerd op te wekken.
Het is bekend dat in bepaalde perioden van de geschiedenis van het Romeinse Rijk abortus provocatus ook voorkwam, hoewel bepaalde keizers dan weer een verbod op abortus uitspraken. De komst van het christendom maakte definitief een einde aan de legale abortus provocatus (letterlijk kunstmatig opgewekte abortus) in het Romeinse Rijk.
Bij de Maya's en verschillende Indianenstammen kwamen kinderoffers voor, waarbij ook ongeboren baby's gedood werden als genoegdoening voor de goden van de zon en de maan. In het oude Japan en China kwam abortus in bepaalde kringen ook voor, hoewel vaak in een zeer vroeg stadium van de ontwikkeling van het ongeboren kind.
Onder invloed van het christendom werd abortus in Europa gezien als een vorm van moord. Dit gold vanaf de bevruchting, maar na meerdere weken zwangerschap trad de verzwarende omstandigheid in dat het slachtoffer een ongedoopte ziel had en dus verdoemd was. Volgens de kerkvaders hadden mannelijke foetussen vanaf de veertigste dag een ziel en vrouwelijke vanaf de tachtigste dag. De straffen en executiemethodes waren daarom bijzonder zwaar, tot verdrinken in een zak (al dan niet met een dier), levend begraven of spietsen op een paal.
Het Franse Strafwetboek van 1791 maakte van abortus een afzonderlijk misdrijf, waarop niet langer de doodstraf stond. Dit kreeg navolging in het Verenigd Koninkrijk (1803) en andere landen, maar de strafmaat werd later weer aangescherpt. Vanaf 1880 kende West-Europa een grote toename van het aantal abortussen door nieuwe technieken en medicijnen.
In de 20e eeuw probeerden verschillende ideologieën, zoals het liberalisme, nationaalsocialisme, communisme en socialisme, vaak met succes, een einde te maken aan het verbod op abortus.
In het nationaalsocialistische Duitsland onder heerschappij van dictator Hitler, werd de nadruk gelegd op de noodzaak van veel zogenaamd goede Germaanse kinderen. Abortus van misvormde of zieke baby's werd vanaf 1935 toegestaan en ook onder dwang uitgevoerd om de wetenschappelijke drogreden het Germaanse ras te verbeteren en onnodige verzorgingskosten voor de nationaalsocialistische volksstaat te beperken. Ook werd aan zwangere zogenaamde Ostarbeiterinnen (Slavische gast- en dwangarbeidsters) de mogelijkheid tot abortus aanbevolen.
In vele communistische landen, en vooral in de Volksrepubliek China (eenkindpolitiek, ingevoerd in 1979), vonden gedwongen abortussen plaats om de groei van de menselijke bevolking in hun land te beperken en te beheersen. Hier werd het belang van het land vóór het belang en de wens van het individu geplaatst, iets wat in de westerse wereld door veel mensen als moreel verwerpelijk beschouwd wordt. In 2016 werd de eenkindpolitiek in China beëindigd.
In vrijwel alle landen was het plegen van door een vrouw gewenste abortus tot in de jaren 1960 bij wet verboden, met uitzondering van de Sovjet-Unie (vanaf 1920, behalve in de periode onder Stalin van 1936 tot 1955), het Oostblok (bijvoorbeeld Polen vanaf 1932 tot 1993) en nazi-Duitsland (vanaf 1935). Vanaf de jaren 1960 werd abortus in verschillende westerse landen gelegaliseerd (Verenigd Koninkrijk (1967), Frankrijk (1975), Nederland (1981), België (1990)), waardoor het onder bepaalde omstandigheden mogelijk is een zwangerschap binnen een bepaalde termijn af te laten breken door een arts. In het van oudsher katholieke Ierland zorgde de dood van de vijftienjarige Ann Lovett in 1984 voor een publiek debat over abortus. In december 2018 werd een wet aangenomen waarbij vrouwen tot de twaalfde week van de zwangerschap een abortus kunnen ondergaan.
Onder meer diverse christelijke en joodse groeperingen verzetten zich in diezelfde periode van de 20e eeuw tegen het legaliseren van abortus en blijven dit doen.
In Frankrijk stemde in maart 2024 de gezamenlijke Tweede en Eerste Kamer op een speciale zitting voor opname van het recht op abortus voor vrouwen in de Grondwet.

## Abortuscijfers
In 2008 werd van alle zwangerschappen ongeveer één op de vijf beëindigd door middel van abortus provocatus. In cijfers werden er in 2008 wereldwijd naar schatting 43,8 miljoen abortussen uitgevoerd. Eerdere schattingen kwamen eerder uit op 41,6 miljoen (2003) en 45,6 miljoen (1995). In Europa werden in 2007 naar schatting meer dan 1,2 miljoen abortussen uitgevoerd.
In 2008 werd van alle zwangerschappen ongeveer één op de vijf beëindigd door menselijk ingrijpen. In 2021 waren dat er ongeveer 3 op de 10 gemeten op alle zwangerschappen en 6 op de 10 van door de zwangere vrouw niet geplande zwangerschappen.
Gewenste abortus in landen met goede medische voorzieningen, uitgevoerd op een veilige wijze, wordt beschouwd als een vrij veilige medische handeling, onafhankelijk van wetgeving rondom de handelwijze. Volgens schattingen over het jaar 2012 moeten in ontwikkelde landen echter ongeveer 7 miljoen vrouwen per jaar naar het ziekenhuis vanwege medische klachten na een onveilig uitgevoerde abortus.
Doordat abortus ook dikwijls in de illegaliteit plaatsvindt onder slechte hygiënische en medische omstandigheden, door ongeschoolde personen, is abortus wereldwijd echter verantwoordelijk voor ongeveer 70.000 sterfgevallen en 5 miljoen ziekenhuisopnames van vrouwen per jaar. Deze cijfers waren tot het jaar 2012 vrij stabiel. Onderzoek uitgevoerd in het jaar 2020 komt op een percentage dat ligt tussen de 4,7% en 13% sterfgevallen door abortus bij alle zwangere vrouwen.
Ongeveer de helft van de abortussen worden medisch correct uitgevoerd, met voldoende voorlichting voor de ingreep en in klinieken met bekwaam personeel en medische apparatuur. In de andere helft van de gevallen wordt hier niet aan voldaan. Vooral in ontwikkelingslanden, waar 85% van alle abortussen plaatsvinden, wordt meer dan de helft van deze ingrepen onveilig uitgevoerd. Dit cijfer wordt enigszins geflatteerd omdat de Wereldgezondheidsorganisatie (WHO) ervan uitgaat dat de ruim 10 miljoen ingrepen in Oost-Azië, inclusief de Volksrepubliek China, allemaal veilig worden uitgevoerd vanwege staatsklinieken die ruimschoots aanwezig en toegankelijk zijn. Jaarlijks komen zo'n 47.000 vrouwen om na een onveilige ingreep. Anno 2021 wordt 97% van de onveilige abortussen uitgevoerd in ontwikkelende landen.
Omdat absolute abortuscijfers worden beïnvloed door de factor bevolkingsgroei, wordt het aantal abortussen vaak berekend per 1000 vrouwen in de leeftijdscategorie 15-44 jaar. Mondiaal werden er naar schatting per 1000 vrouwen 28 abortussen uitgevoerd in 2008, nadat dit aantal in 1995 op 35 abortussen per 1000 vrouwen lag. Het aantal abortussen per 1000 vrouwen bedraagt circa 24 in ontwikkelde landen en 29 in ontwikkelingslanden en ligt gemiddeld niet lager in landen die abortus wettelijk beperken of verbieden dan in landen waar het uitvoeren van gewenste abortus niet strafbaar is, of alleen onder bepaalde omstandigheden. In België vonden 9,3 abortussen plaats per 1000 vrouwen, vergelijkbaar met 9 per 1000 in Nederland volgens statistieken daterend uit 2011.

## Ethische posities

### Medische ethiek en abortus
Er bestaat geen overeenstemming over abortus als medische ingreep op ethische gronden omdat het mensenleven wetenschappelijk gezien begint bij conceptie en word abortus dus gezien als moord. Hippocrates vroeg rond 400 v.Chr. in zijn eed aan zijn leerlingen nooit een vrouw een instrument voor te schrijven om een miskraam op te wekken. In de medische ethiek gaat het traditioneel om een bezinning op het morele handelen binnen de gezondheidszorg, die gericht is op het genezen, het verzachten van lijden en het verzorgen van de zieke of gehandicapte mensen, alsook op het voorkomen en het uitbannen van ziekten. Er hebben zich ingrijpende verschuivingen voorgedaan binnen de medische specialismen en het medische werkterrein is daardoor enorm vergroot. Medische ingrepen in het beginnende leven zijn daardoor betrekkelijk nieuw. Normatieve uitgangspunten voor de bepaling van wat hier goed of kwaad is, zijn onder invloed van de secularisatie bovendien minder algemeen aanvaard, waardoor een libertaire uitkomst, in de zin dat een ieder zijn eigen oordeel maar moet volgen, een voor de hand liggende uitkomst vormt. Niettemin zijn er ook filosofische scholen, zoals het communautarisme, die vinden dat de samenleving en dus de politiek zich ook dan oordelen moet blijven vormen. De medisch-ethische grenzen voor het uitvoeren van een abortus worden zo enerzijds juridisch nog steeds gefixeerd, maar zullen in de ogen van anderen arbitrair blijven.

### Jodendom en abortus
Het jodendom gaat ervan uit dat het embryo in de moederschoot al als mens moet worden beschouwd. Het menselijk leven moet dus geëerbiedigd worden vanaf de conceptie. Binnen het jodendom zijn er ten aanzien van ethische dilemma's die met abortus samenhangen, niettemin meerdere standpunten met betrekking tot de beschermwaardigheid van het leven in de moederschoot te onderscheiden, zoals het tijdstip van veertig dagen of dat van twee maanden, als het moment waarop het menselijk leven herkenbaar zou zijn. Volgens de joodse wet is abortus alleen bespreekbaar als er een conflict ontstaat tussen het leven van de moeder en het ongeboren kind. Niet de vrouw, de arts of de joodse Wet, maar de maatschappij (het volk) is dan het meest gezaghebbend in het al dan niet toestemming geven tot abortus.

### Christendom en abortus
De Katholieke Kerk en de meeste overige stromingen van het christendom, gaan uit van een moreel beginsel en vinden abortus niet alleen immoreel, maar ook een vorm van moord. Zij gaan ervan uit dat het menselijk leven begint bij de conceptie, omdat de bevruchte eicel al het genetische materiaal bezit dat nodig is voor de verdere ontwikkeling en de chromosomenstructuur na de bevruchting compleet is en specifiek menselijk qua aantal, vorm en functioneren. Het ongeboren kind heeft volgens hen dan ook de status van een mens en dient de daarbij horende rechten op bescherming te hebben. Het verzet van de Katholieke Kerk tegen abortus kent een lange geschiedenis en is zowel gebaseerd op het natuurrecht als volgens de door de Kerk gebruikte personalistische ethiek. Het Canoniek recht veroordeelt abortus op straffe van excommunicatie (CIC 1398). Reeds in de 2e eeuw vermeldt de Didachè dat het niet is toegestaan de foetus te doden door abortus of een pasgeboren kind te laten sterven. In de loop der eeuwen is dit standpunt vele malen herhaald door kerkvaders en pausen. In de 20e eeuw werd het onder andere bevestigd in de encycliek Casti Connubii, in het door de Congregatie voor de Geloofsleer gepubliceerde document Declaratio de abortu procurato (1974) en in de instructie Donum Vitae (1987). Paus Johannes Paulus II behandelde het onderwerp van abortus in 1995 in de encycliek Evangelium Vitae.
Niettemin vond er in het vroege middeleeuwse christendom nog discussie plaats - vergelijkbaar met die binnen de islam - over de vraag vanaf wanneer de vrucht een ziel heeft. Die discussie kreeg pas later zijn huidige, leerstellige fundament. Zo ging de toen populaire theoloog, filosoof en mysticus Honorius van Autun er op basis van een aan de Kabbala ontleende berekening van uit, dat de ziel zich pas met het ontwikkelende leven op de 46e dag verenigt (Honorius of Autun, Sacramentarium, Patrol., vol. clxxii, col.741, in: Émile Mâle, The Gothic Image, Fontana Library, 1961, p. 12). Honorius wordt niet tot de Scholastiek gerekend, maar de Kerk heeft hem op grond van deze opvattingen nooit veroordeeld.

### Islam en abortus
De vier grote rechtsscholen (Madhhab) van de soennitische islam, gaan er alle van uit dat de ziel zich rond de 120e dag met het wordende leven verenigt. Daarna is abortus absoluut verboden. Voor de hanafieten betekent dit dat abortus afkeurenswaardig blijft, maar met het oog op bijvoorbeeld de gezondheid van de vrouw tot die tijd is toegestaan, terwijl de malikieten ook voor dat moment abortus volledig verbieden. De sjafieten beperken de abortusvrije periode tot ca. 40 of 50 dagen. Om die reden slaagden het Vaticaan en de islamitische landen er niet in om tot een gezamenlijk standpunt inzake abortus te komen tijdens de Bevolkingsconferentie in Caïro in 1994. Hoewel het hanbalisme de meest strikt traditionalistische rechtsschool is binnen de Islam, is de sharia-wetgeving in Saoedi-Arabië soepeler dan de abortuswetgeving van sommige Amerikaanse staten. Zo is abortus toegestaan tot de vierde maand van de zwangerschap om de lichamelijke of geestelijke gezondheid te beschermen.
De vrouw die een abortus wil kan dit echter niet zelf aanvragen en heeft toestemming nodig van haar man of vader.

### Boeddhisme en abortus
Abortus wordt binnen het boeddhisme als iets slechts gezien. Want het hangt samen met de algemene boeddhistische opvatting dat het voortijdig beëindigen van een leven door medisch ingrijpen, iemand buiten de kringloop van zijn of haar leven plaatst, voordat het zijn of haar tijd is. Hier liggen raakvlakken met andere wereldreligies. Het belangrijkste eigen argument hierbij is, dat je zo iemand de mogelijkheid ontneemt om spiritueel verder te groeien en een optimale spirituele conditie te bereiken op het moment van sterven, die is bepalend voor een volgende geboorte. Het gaat er dus om, om tot spirituele volheid te kunnen komen om goed (spiritueel volgroeid) te kunnen sterven en over te kunnen gaan.
Bij abortus ligt het gecompliceerder omdat het om twee levens gaat: dat van het kind en dat van de moeder. Volgens boeddhisten is er vanaf de conceptie sprake van een nieuw leven, dat beschermd moet worden om geestelijk tot volle wasdom te kunnen komen. Met abortus onderbreek je namelijk het proces van wedergeboorte, omdat de ziel van de ongeborene als het ware verhinderd wordt neer te dalen. Als er sprake is van levensgevaar voor de moeder, kan er soms tot abortus worden besloten, echter in het besef van het dilemma dat degenen die abortus laten uitvoeren zo schade lijden aan hun eigen karma. Een menselijk leven - hoe klein ook – zien boeddhisten dus als bijzonder waardevol en het is ook niet toevallig of indifferent, dat een bewustzijn is ‘neergedaald’ in een bepaald menselijk lichaam en dat daarvoor een vader en een moeder zijn ‘gekozen’.

### Pro-choiceenpro-life
De eis om toegang te hebben op gelegaliseerde abortus is jarenlang een belangrijk agendapunt geweest van een bepaalde vorm van feminisme, dat het ethische oordeel voorbehield aan de vrouw. De centrale leus daarbij was: baas in eigen buik. Dit hield niet alleen in dat abortus uit het strafrecht zou moeten, maar ook dat geen ander dan de zwangere vrouw er over zou mogen beslissen.
Bewegingen die tegen abortus zijn, worden wel pro-life genoemd. Leden van deze bewegingen kunnen verschillende redenen hebben om tegen abortus te zijn, waaronder de hierboven genoemde redenen, maar zijn vaak in reactie op bewegingen die de keuze van de vrouw alleen centraal stellen.
Bewegingen die voor abortus zijn als een legale keuze voor een zwangere vrouw, zijn pro-choice. Bij een keuze voor abortus als mogelijkheid worden de rechten van de zwangere vrouw zwaarder gewogen dan die van het ongeboren kind, vaak door verschillende omstandigheden zoals het niet kunnen voorzien van het kind, de gezondheid van de zwangere vrouw of een ongewenste zwangerschap. Vaak is een van hun argumenten om vóór abortus als keuze te zijn, dat abortus anders toch zou gebeuren, maar dan illegaal en onder slechte medische omstandigheden. Een ander argument is, dat een ongewenste zwangerschap die uitgedragen moet worden veel problemen kan veroorzaken voor zowel de moeder als het kind.
Binnen de groep mensen die pro-choice is, kunnen er nog wel grote meningsverschillen zijn over onder andere de zwangerschapsduur of postmenstruele leeftijd waarbinnen abortus nog mogelijk moet zijn, de mate van verslechtering van welzijn of gezondheid van de zwangere vrouw die een abortus rechtvaardigt, en de mate waarin alternatieven (zoals adoptie of ondersteuning) overwogen moeten worden, voordat tot abortus mag worden overgegaan. Ook kan men verschillen van mening over wie mogen bepalen of abortus mag plaatsvinden: de zwangere vrouw alleen, of ook de vader van het kind, of zelfs de arts of een andere persoon die dan een beoordeling zou moeten maken of de vraag om abortus gegrond is.

### Abortus en euthanasie
Sommige ethici beschouwen abortus als een vorm van euthanasie op wilsonbekwamen: het doden van menselijk leven waarvan men vindt dat het niet de moeite waard is.

## Wetgeving
Over de hele wereld zijn er uitgesproken verschillen wat betreft de wettelijke omkadering van het uitvoeren van door vrouwen gewenste abortus, de culturele betekenisgeving en de plaats die er aan gegeven wordt in religieuze beschouwingen. Landen waar het (laten) uitvoeren van gewenste abortus legaal is, bouwden hun betreffende wetgeving op een aantal weloverwogen criteria die kunnen gaan over incest of verkrachting, misvorming van de foetus, een hoge kans op een handicap, de gezondheid van de moeder die in gevaar is, of kan bestaan uit sociaaleconomische factoren. Wereldwijd is gewenste abortus in bepaalde regio's of binnen bepaalde gemeenschappen een controversieel thema waarbij wettelijke, morele, ethische en medische argumenten worden ingezet. In veel landen geldt wetgeving die de voorwaarden regelt waaronder abortus is toegestaan. Sommige landen verbieden alle vormen van abortus, andere stellen voorwaarden waaronder het wel of niet is toegestaan.